# Cửa khẩu Cốc Nam
Cửa khẩu Cốc Nam là cửa khẩu tại vùng đất bản Cốc Nam xã Tân Mỹ, huyện Văn Lãng, tỉnh Lạng Sơn, Việt Nam .
Cửa khẩu Cốc Nam thông thương sang Cửa khẩu Lũng Vài (弄怀口岸, Lộng Hoài) trấn Hữu Nghị, thị Bằng Tường, tỉnh Quảng Tây, Trung Quốc .